# 黃志偉 (軍人)
黃志偉（1964年11月—），中華民國空軍二級上將，現任參謀本部副參謀總長上將執行官。曾任空軍中將作戰副司令，空軍作戰指揮部中將指揮官，空軍司令部中將參謀長、空軍司令部少將督察長、空軍455聯隊少將聯隊長、空軍官校少將副校長、空軍飛行訓練指揮部少將指揮官等職。畢業於空軍官校1987年班（76年班）、美國哈佛大學甘迺迪政府學院學分班、美國空軍戰爭學院2010年班，2014年7月1日晉升少將，2020年7月1日晉升中將，2024年11月14日晉升空軍上將，背景為F-16戰隼戰鬥機飛行員，曾是第一批100名赴美F-16種子教官之一。